# Pachybiotherium
Pachybiotherium acclinum es una especie extinta de marsupial didelfimorfo de la familia Didelphidae, la única conocida del género Pachybiotherium. Es propia de América.
Su filiación no es del todo aceptada, habiendo quien considera a la especie como un microbioterio (Microbiotherium acclinum) más cercano al monito del monte que a las cuicas lanosas.